# Poro (Cebu)

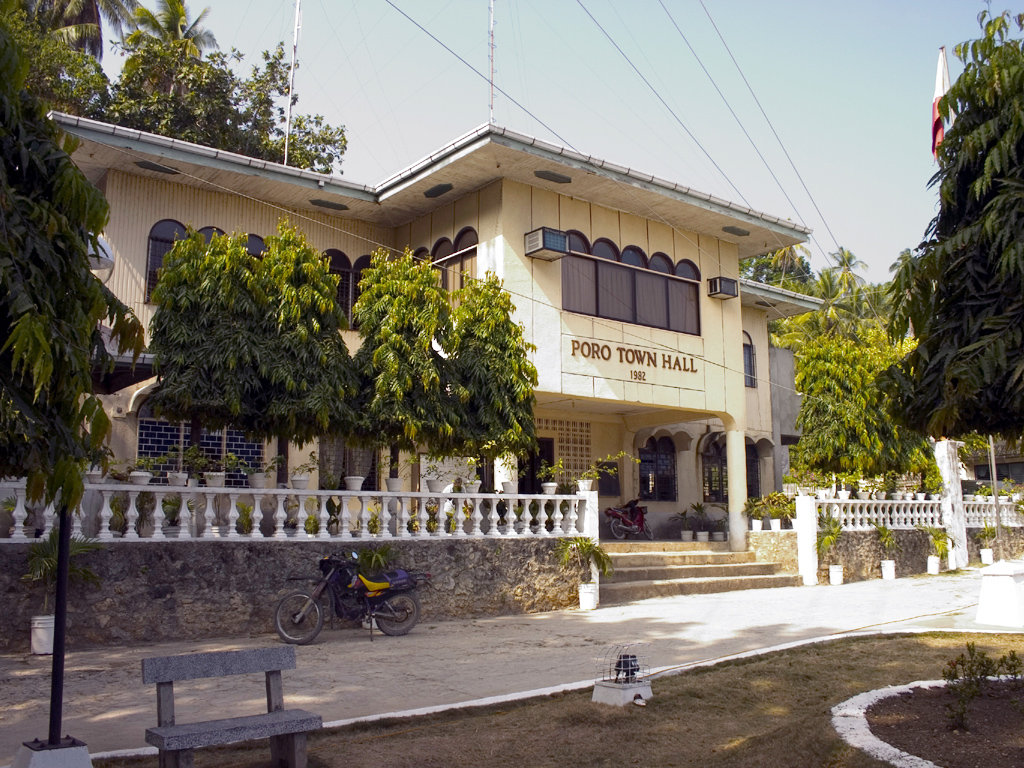
Het gemeentehuis van Poro

Poro is een gemeente in de Filipijnse provincie Cebu op het gelijknamelige eiland Poro. Bij de census van 2015 telde de gemeente ruim 25 duizend inwoners.

## Geografie

### Bestuurlijke indeling
Poro is onderverdeeld in de volgende 17 barangays:
| - Adela - Altavista - Cagcagan - Cansabusab - Daan Paz - Eastern Poblacion - Esperanza - Libertad - Mabini | - Mercedes - Pagsa - Paz - Rizal - San Jose - Santa Rita - Teguis - Western Poblacion |

## Demografie
Poro had bij de census van 2015 een inwoneraantal van 25.212 mensen. Dit waren 1.714 mensen (7,3%) meer dan bij de vorige census van 2010. Ten opzichte van de census van 2000 was het aantal inwoners gegroeid met 3.815 mensen (17,8%). De gemiddelde jaarlijkse groei in die periode kwam daarmee uit op 1,08%, hetgeen lager was dan het landelijk jaarlijks gemiddelde over deze periode (1,72%).

De bevolkingsdichtheid van Poro was ten tijde van de laatste census, met 25.212 inwoners op 63,59 km², 396,5 mensen per km².